# Detlof von Winterfeldt
Detlof Sigismund von Winterfeldt (Berlino, 28 maggio 1867 – Berlino, 3 luglio 1940) è stato un militare e diplomatico tedesco.

## Biografia
Winterfeldt apparteneva ad una famiglia aristocratica della nobiltà antica del Brandeburgo; suo cugino era il parlamentare Joachim von Winterfeldt-Mekin, mentre suo padre era un proprietario terriero di Neuruppin. Winterfeldt, terzogenito nella famiglia, fu avviato alla carriera militare e studiò presso la Kriegsakademie di Charlottenburg e nel 1888 divenne sottotenente dell'esercito imperiale tedesco. Promosso capitano nel 1892 e colonnello nel 1900, l'anno successivo fu assegnato quale addetto militare all'ambasciata tedesca a Bruxelles, dove allora era ambasciatore Friedrich Johann von Alvensleben e fino al 1905 gestì i rapporti politico-militari con il Belgio.
Tra il 1909 e il 1914 fu addetto militare a Parigi; allo scoppio della prima guerra mondiale tornò in Germania e fece parte con il grado di maggior generale dello stato maggiore generale e dell'VIII Armata. Dall'agosto 1917 Winterfeldt divenne aiutante di campo del cancelliere del Reich. Nel novembre 1918 Winterfeldt fece parte, con Matthias Erzberger ed Alfred von Oberndorff, della delegazione tedesca all'armistizio di Compiègne che mise fine alla guerra. Si dimise nel gennaio 1919 in segno di protesta contro le clausole dell'armistizio e da allora si ritirò a vita privata.